# Idioma terêna
El terêna o etelena es una lengua indígena hablada por unas 10 mil personas en el estado brasileño de Mato Grosso do Sul.
Existe una diccionario y una gramática compilada del terêna, usadas para alfabetizar a los terêna, de los cuales el 20% están alfabetizados en terêna (además el 80% está alfabetizado en portugués). Muchos terênahablantes sin embargo tienen poca fluencia en portugués lo cual ha favorecido el mantenimiento de la lengua indígena.
Existen cuatro variedades principales de terêna-chané:
- El kinikinao (extinto a principios del siglo XX)
- El terêna (propiamente dicho)
- El guané (extinto)
- El chané (extinto en el siglo XVIII)

que algunos autores consideran que son lenguas diferentes (Aikhenvald 1999). De todas estas variedades sólo el terêna propiamente dicho se sigue hablando actualmente.

## Clasificación
El terêna es una lengua del subgrupo meridional de la familia lingüística arahuaca.

## Descripción lingüística

### Fonología
Una característica destacada del terêna es el uso de la nasalización como marca suprasegmental para marcar la persona gramatical (posesión, sujeto) en ciertas construcciones morfológicas:
e'moʔu, "su palabra" - ẽ'mõʔũ, "mi palabra"
'ayo, "su hermano (de él)" - 'ãỹõ, "mi hermano"
'owoku, "su casa (de él)" - 'õw̃õŋgu, "mi casa"
'piho, "[él] se fue" - 'mbiho, "me fui"
a'hyaʔaʃo, "[él] desea" - ã'nʒaʔaʃo, "deseo"
iwaʔiʃo, "[él] cabalga" - ĩw̃ãʔĩnʒo, "cabalgo"